# Vodní Újezd
Vodní Újezd je vesnice, část města Dobřany v okrese Plzeň-jih v Plzeňském kraji. Nachází se 2,5 kilometru západně od Dobřan. Prochází zde silnice II/180. Je zde evidováno 68 adres. V roce 2011 zde trvale žilo 103 obyvatel.
Vodní Újezd je také název katastrálního území o rozloze 3,14 km².

## Historie
První písemná zmínka o vesnici pochází z roku 1654.
Srovnáním a analýzou zápisů nejstarší matriky narozených fary Chotěšov z let 1599–1658 došel Petr Rožmberský k závěru, že dnešní Vodní Újezd je někdejší Římův Újezd.

## Obyvatelstvo
| Rok            | 1869 | 1880 | 1890 | 1900 | 1910 | 1921 | 1930 | 1950 | 1961 | 1970 | 1980 | 1991 | 2001 | 2011 | 2021 |
| -------------- | ---- | ---- | ---- | ---- | ---- | ---- | ---- | ---- | ---- | ---- | ---- | ---- | ---- | ---- | ---- |
| Počet obyvatel | 166  | 207  | 189  | 204  | 232  | 229  | 234  | 164  | 179  | 142  | 184  | 64   | 62   | 103  | 117  |
| Počet domů     | 27   | 27   | 28   | 40   | 44   | 47   | 54   | 54   | 54   | 44   | 64   | 39   | 44   | 41   | 51   |

## Obecní správa
Při sčítání lidu v letech 1850–1959 Vodní Újezd byl samostatnou obcí, se kterým patřil nejprve do okresu Stříbro, ale v roce 1950 v okrese Přeštice. Od roku 1960 je částí obce Dnešice v okrese Plzeň-jih.

## Pamětihodnosti
- Boží muka
- Kaple

## Další fotografie

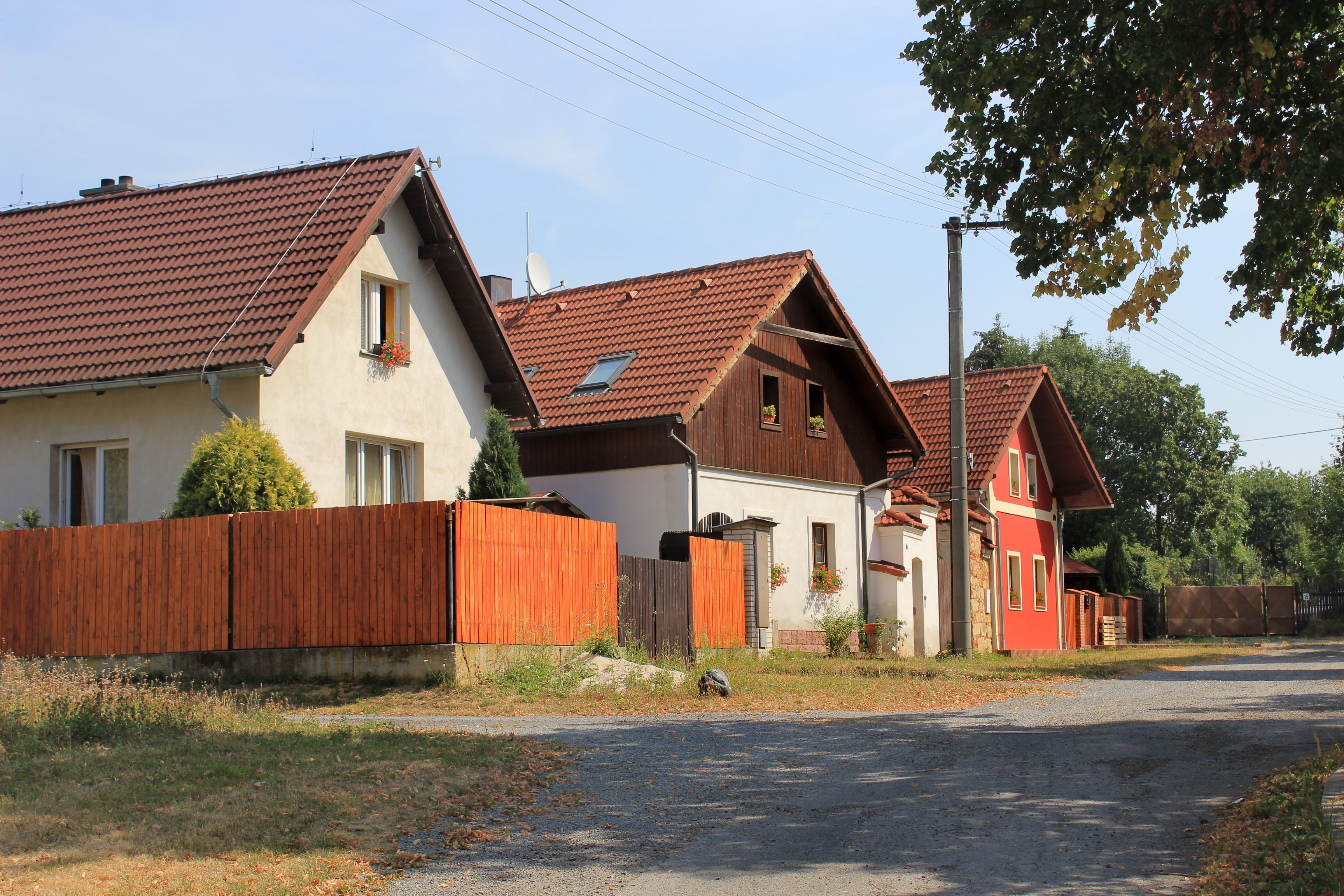
Domky na návsi
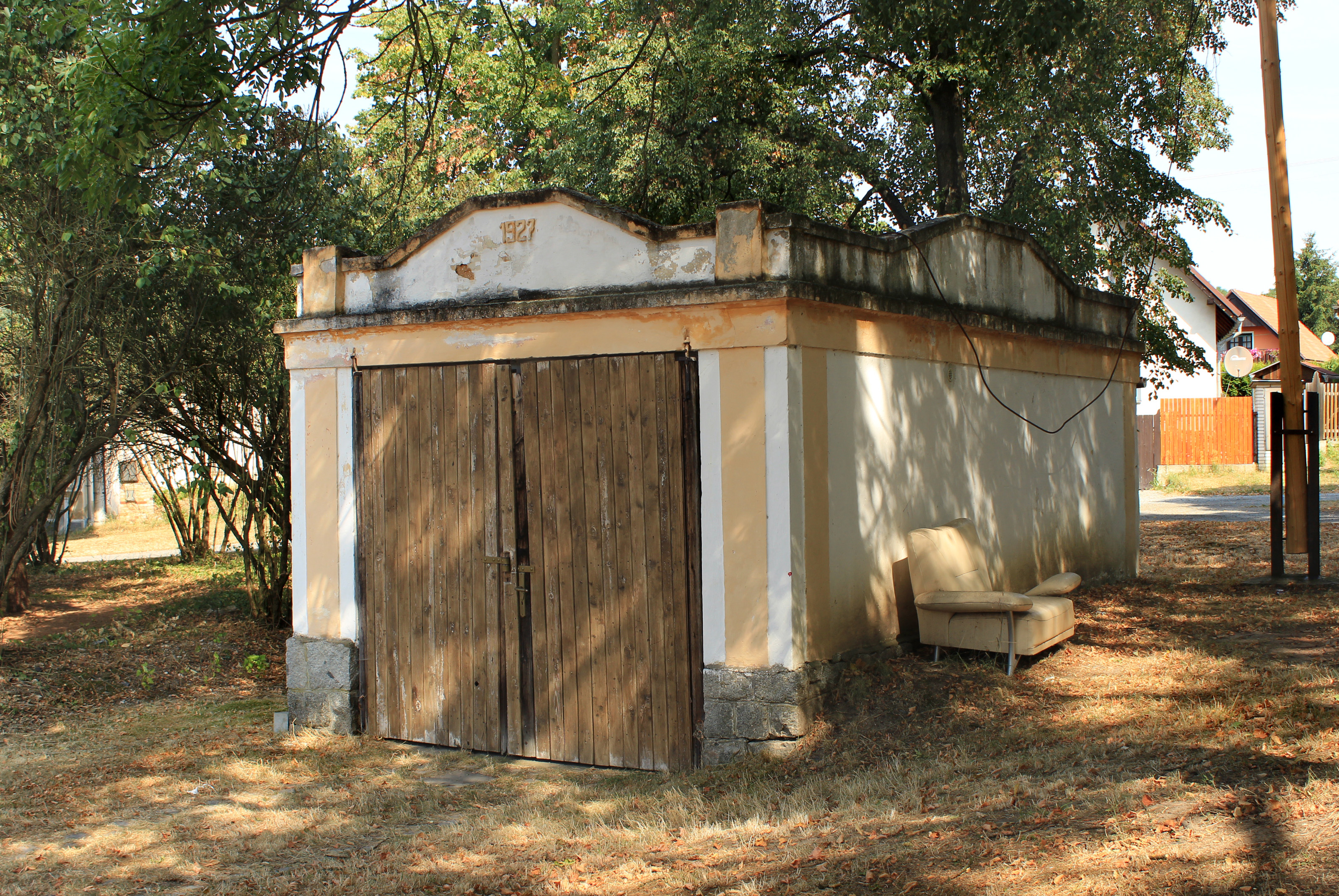
Bývalá hasičárna
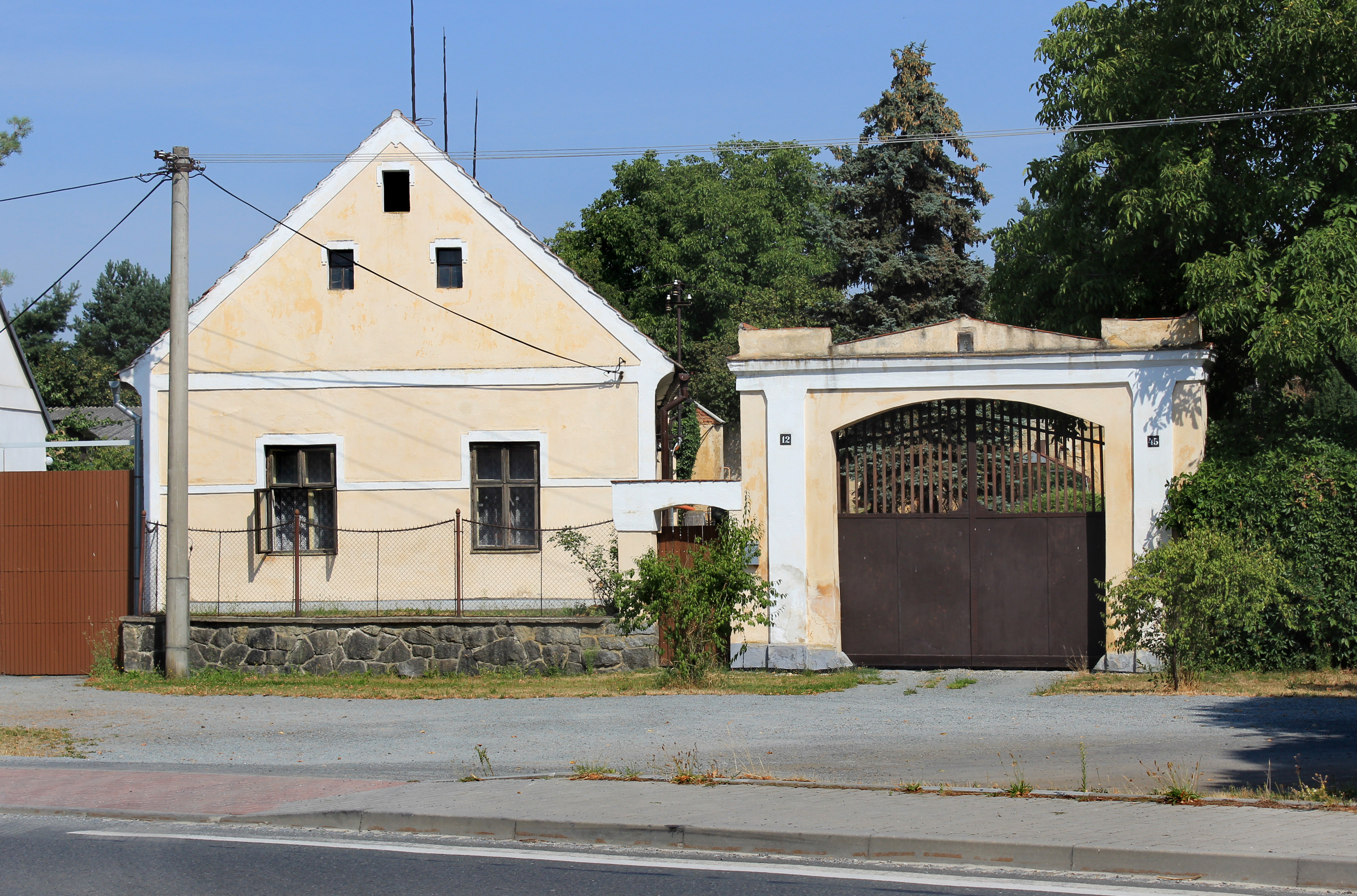
Dům čp. 45